# Winter-Universiade 1985/Eishockey
Bei der Winter-Universiade 1985 wurde ein Männerturnier im Eishockey ausgetragen.

## Bilanz

### Medaillenspiegel
| Platz  | Land             | Gold | Silber | Bronze | Gesamt |
| ------ | ---------------- | ---- | ------ | ------ | ------ |
| 1      | Sowjetunion      | 1    | –      | –      | 1      |
| 2      | Tschechoslowakei | –    | 1      | –      | 1      |
| 3      | Finnland         | –    | –      | 1      | 1      |
| Gesamt | Gesamt           | 1    | 1      | 1      | 3      |

### Medaillengewinner
| Disziplin | Gold | Silber | Bronze |
| --------- | --- | --- | --- |
| Männer    | SowjetunionGerman Jurjewitsch Wolgin Sergei Wologschanin Sergei Wostrikow Anatoli Donika Pawel Jesowskich Andrei Iwaschenko Konstantin Kuraschew Igor Lukijanow Alexander Lyssenkow Sergei Moltschanow Sergei Nemtschinow Juri Nikitin Sergei Nowoselow Sergei Seljanin Alexander Semak Pawel Torgajew Oleg Martjanow Aleh Mikultschyk Alexander Fatkullin Sergei Fokin Rawil Chaidarow Juri Chmyljow Alexander Tschornych Walerij Schyrjajew Sergei Paschnin | TschechoslowakeiPetr Bříza Ladislav Blazek František Pospíšil Milan Murín Petr Prajsler Ivan Jesenský Radek Novák Jiří Jonák Jaromír Látal Milan Volf Adolf Beznoska Zdeněk Vojta Milan Eberle Jiří Vozák Robert Vršanský Ján Jaško Svatopluk Hermann Jan Tlačil František Vimmer Ján Blaško Jaroslav Pařízek Vladimír Příbramský Pavel Mann Radim Buriánek Ivan Čerevka Roman Izso Luděk Stehlík Jaroslav Linc Luděk Čajka | FinnlandOlli Heinonen Esa Kyllönen Matti Alatalo Jukka Jalonen Reima Kaija Pekka Tapani Pekka Kelkka Martti Merra Pekka Lumela Risto Uuttu Jan Kohre Art Blomqvist Juho Kangas Jukka Korkiakoski Pasi Tuohimaa Ilkka Huura Pasi Mustonen Matti Estola Harri Tammiruusu |